# ديليا دافين
ديليا دافين (بالإنجليزية: Delia Davin)‏ هي مترجمة وكاتِبة بريطانية، ولدت في 9 يونيو 1944 في أكسفورد في المملكة المتحدة، وتوفيت في 13 أكتوبر 2016 في ليدز في المملكة المتحدة.